# 基格
基格（法語：Gigue，法語發音：[ʒiɡ]，義大利語：[ˈdʒiːɡa]）是一种起源于16世纪英國的吉格舞曲的形式，是從英國傳入歐洲大陆后的變化形式。分为兩个支派，一种是法国式，一般为6/8拍，活泼，每段都是以赋格曲形式开始，第二段是将原来的主題倒置；另一种是意大利式，开始为分解和弦，拍子速度快。
在早期法国戏剧和组曲中经常以基格作为最末的樂章，巴赫、韓德爾都写过法国基格舞曲形式的作品。

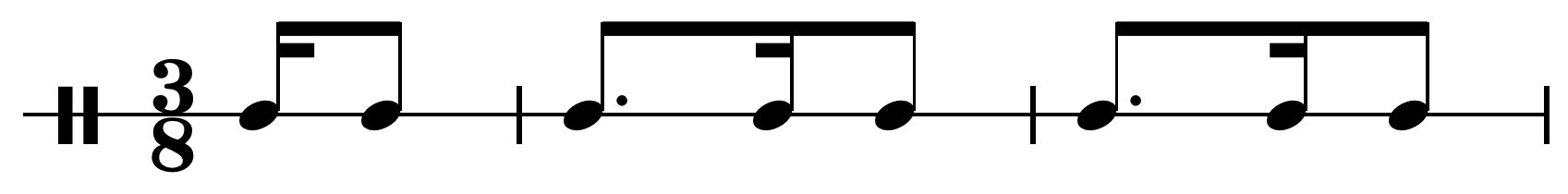
吉格舞曲节奏

吉格舞通常具有對位結構，並且經常在小節的第三拍上帶有重音，使吉格舞成為一種活潑的民間舞蹈。

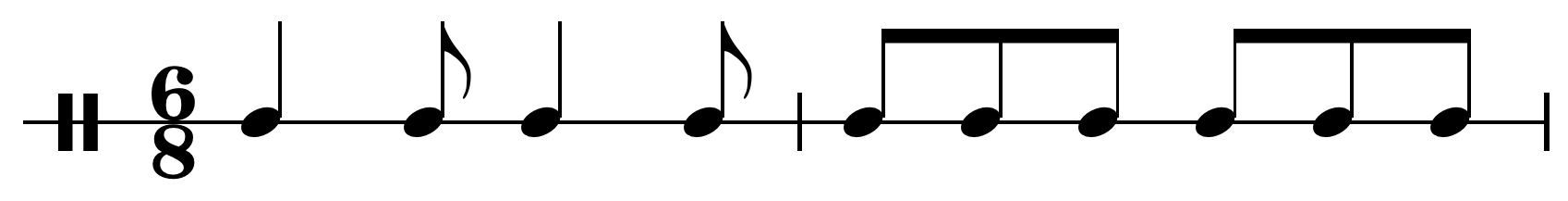
吉格的另一种节奏型